# Osiedle im. Warszawy-Centrum (Kłodzko)
Osiedle im. Warszawy-Centrum – osiedle w Kłodzku, powstałe w 1997 roku, położone w północnej części miasta, po prawej stronie Nysy Kłodzkiej. Położone jest na terenie historycznej Skiby. 

## Geografia

### Położenie geograficzne
Osiedle leży w północnej części Kłodzka na jego rubieżach. Na północy graniczy z Boguszynem, na wschodzie i południu z Jurandowem, a poprzez rzekę sąsiaduje po lewej stronie z Ustroniem. Od centrum miasta oddalony jest o około 2,5 km na północny wschód.

### Warunki naturalne
Osiedle rozciąga się na wysokości od 293 do 333 m n.p.m. Większość jego terenów stanowi obszar zabudowany. Dawniej w tym miejscu znajdowały się ogródki działkowe. Na północny osiedla przepływa potok Dębinka, który stanowi jego naturalną granicę z Boguszynem.

## Historia
Od czasów średniowiecza teren dzisiejszego osiedla należał do leżącego w pobliżu Kłodzka Jurandowa i dzieliło z nim losy polityczne. Teren ten nosił niemiecką nazwę Scheibe i był bardzo luźno zabudowany. Po zakończeniu II wojny światowej i przejęciu Kłodzka przez polskie władze obszar ten otrzymał urzędową nazwę Skiba. Obszar ten stanowiły w dalszym stopniu tereny niezabudowane, na których częściowo, w ciągu kolejny dziesięcioleci ulokowano ogródki działkowe.
Decyzja o wybudowaniu w tym miejscu osiedla zapadła po tzw. powodzi tysiąclecia z lipca 1997 roku. Wiązała się ona z planem minister Barbary Blidy, pełniącej wówczas funkcję prezesa Urzędu Mieszkalnictwa i Rozwoju Miast w rządzie Włodzimierza Cimoszewicza. Przewidywał on budowę osiedli małych domów wielorodzinnych dla powodzian w miejscowościach dotkniętych kataklizmem.
Budowę takiego osiedla sfinansował skarb państwa, zaś pieniądze na wykup gruntu pod budowę ofiarowała w ramach pomocy dla Kłodzka, gmina Warszawa-Centrum. 25 budynków powstało w ekspresowym tempie pięciu miesięcy na przełomie 1997/1998, dając dach nad głową wielu rodzinom powodzian z terenu Kłodzka: Piasek, Przedmieścia Wojciechowickiego i Przedmieścia Nyskiego.

## Administracja
Osiedle związane było z sąsiednim Jurandowem i pobliskim Boguszynem. Wraz z rozszerzeniem granic Kłodzka pod koniec XIX wieku dzieliło z nim losy polityczno-administracyjne. Po zakończeniu II wojny światowej znalazło się w granicach Polski. Weszło w skład województwa wrocławskiego, powiatu kłodzkiego. Po zmianach w administracji terenowej w latach 70. XX wieku teren obecnego osiedla jako część Kłodzka wszedł w skład województwa wałbrzyskiego. W 1999 roku ponownie reaktywowano powiat kłodzki, który wszedł w skład województwa dolnośląskiego.
Na terenie Kłodzka nie występują pomocnicze jednostki administracyjne, takie jak: osiedla, czy dzielnice, dlatego też o większości spraw decyduje samorząd miejski, którego siedziba znajduje się na pl. Bolesława Chrobrego, na Starym Mieście. Mieszkańcy wybierają do Rady Miasta sześciu radnych co 5 lat (do 2018 roku kadencja wynosiła 4 lata), tworząc okręg wyborczy nr 1, wraz z całą wschodnią częścią miasta, położoną na prawym brzegu Nysy Kłodzkiej.

## Edukacja i kultura
Osiedle im. Warszawy-Centrum ze względu na swój niewielki obszar nie posiada własnych placówek oświatowo-kulturalnych. Tutejsze dzieci w wieku 7–15 lat kształcą się w znajdującej się w pobliżu Szkole Podstawowej nr 2 im. Jana Pawła II przy ul. Zamiejskiej 24. Po jej ukończeniu młodzież kontynuuje w zdecydowanej większości naukę w szkołach średnich położonych w centrum miasta.

## Religia
Większość mieszkańców osiedla stanowią wyznawcy Kościoła rzymskokatolickiego. Podlegają oni do parafii Niepokalanego Poczęcia Najświętszej Maryi Panny, która obejmuje swoim zasięgiem również okoliczne wioski. Została ona utworzona w 1947 roku, z wydzielenia z parafii Wniebowzięcia NMP. Jej siedziba znajduje się na terenie szpitala powiatowego. Obecnie funkcję proboszcza sprawuje ks. Krzysztof Doś. Parafia ta wchodzi w skład diecezji świdnickiej i dekanatu kłodzkiego.

## Architektura i urbanistyka

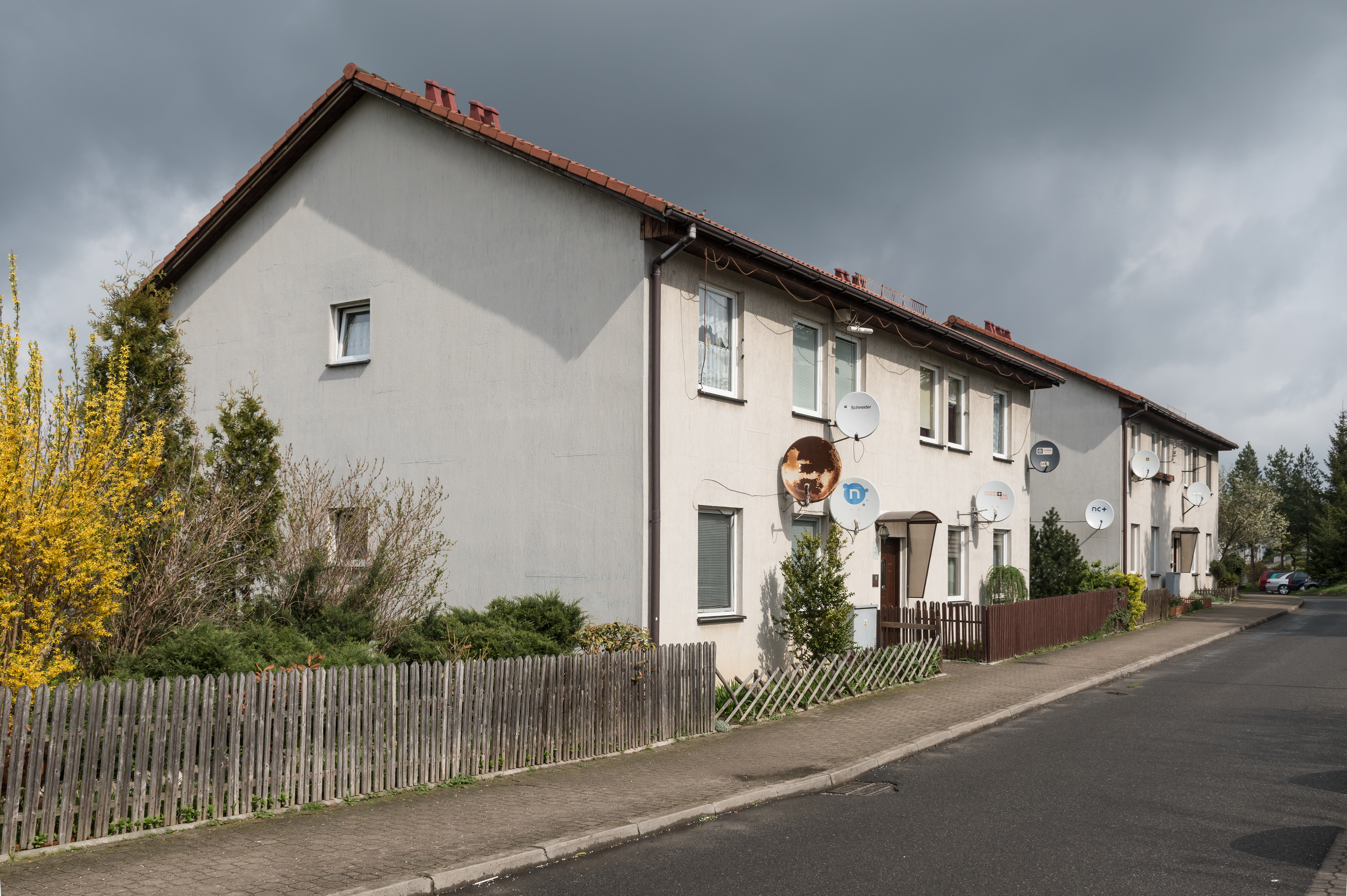
Dom przy ul. Radosnej na os. im. Warszawy-Centrum

Jest to osiedle złożone z dwudziestu pięciu domów czterorodzinnych, powstałych z prefabrykatów w latach 1997–1998 z pieniędzy skarbu państwa z bardzo znaczącym zaangażowaniem ówczesnej gminy Warszawa-Centrum. Gmina ta przeznaczyła fundusze z własnego budżetu na wykup działek pod budowę osiedla. Stąd też w 1998 roku osiedle zostało na jej cześć nazwane jej imieniem jak i jego główna ulica. Budynki stoją zasadniczo w trzech północnych odgałęzieniach od głównej ulicy, przy których wybudowano po sześć domów mieszkalnych. Nieco dalej na południe znajduje się ostatnie odgałęzienie, przy którym umiejscowiono osiem budynków.
Domy są piętrowe, z czterema mieszkaniami, z których każde ma dwa pokoje, kuchnię, łazienkę i przedpokój. Ich powierzchnie wynoszą od czterdziestu kilku do pięćdziesiąt kilka metrów kwadratowych.
W skład Osiedla im. Warszawy-Centrum wchodzą 3 ulice:
- ul. im. Warszawy Centrum[19]
- ul. Marszałka Józefa Piłsudskiego (część)
- ul. Radosna

## Gospodarka
Osiedle im. Warszawy-Centrum generalnie pozbawione jest własnej infrastruktury handlowo-usługowej. Jedyną placówką handlową jest kwiaciarnia położona przy ul. im. Warszawy-Centrum 2. Poza tym we wschodniej części osiedla pod koniec lat 10. XXI wieku powstała hurtownia "JOT-Ł cash & carry", będąca oddziałem ogólnopolskiej sieci hurtowni spożywczych i przeznaczona dla handlowców zaopatrujących swoje sklepy w towar. Poza tym działa tutaj filia hurtowni motoryzacyjnej "Elit Polska", zajmująca się dystrybucją części motoryzacyjnych, materiałów eksploatacyjnych i wyposażenia warsztatowego na polskim rynku. Jej kłodzka filia znajduje się przy ul. Warszawy-Centrum 18a.

## Infrastruktura

### Transport
Przez północną część osiedla przechodzi jedna z ważniejszych dróg w Polsce, trasa europejska nr 8 (E67) z Kudowy-Zdroju do przejścia granicznego z Litwą w Budzisku. Jest ona także północną obwodnicą Kłodzka. Pozostałe ulice mają charakter dróg gminnych i osiedlowych.

### Komunikacja
Komunikacje miejską na terenie osiedla obsługuje wyłącznie prywatna firma A-Vista. Na terenie osiedla znajdują się dwa przystanki autobusowe: Kłodzko, Warszawy-Centrum I i Kłodzko, Warszawy-Centrum II. Odjeżdżają z nich busy obsługujące linię tego przewoźnika w relacji: Kłodzko/ul. Szpitalna/Szpital w kierunku Kłodzko/ul. Noworudzka/Galeria.

### Bezpieczeństwo
W zakresie ochrony przeciwpożarowej oraz innych miejscowych zagrożeń – mieszkańcy osiedla im. Warszawy-Centrum podlegają pod rejon działania Komendy Powiatowej Straży Pożarnej oraz Komendy Powiatowej Policji w Kłodzku. Funkcję dzielnicowego sprawuje: asp. szt. Justyna Pękosz z IV Rejonu Służbowego. Z ramienia kłodzkiej straży miejskiej IV Rejon Służbowy obsługują st. insp. Leszek Łoś i specjalista Wojciech Szczepański.